# Andreas Trautmann
Andreas Trautmann (* 21. května 1959, Drážďany) je bývalý východoněmecký fotbalista, záložník, reprezentant Východního Německa (NDR). V roce 1989 byl vyhlášen východoněmeckým fotbalistou roku. Po skončení aktivní kariéry působil jako trenér.

## Fotbalová kariéra
Ve východoněmecké oberlize hrál za Dynamo Drážďany, nastoupil ve 270 ligových utkáních a dal 48 gólů. V letech 1978, 1989 a 1990 získal s Dynamem Drážďany mistrovský titul a v letech 1982, 1984, 1985 a 1990 východoněmecký fotbalový pohár. V Poháru mistrů evropských zemí nastoupil ve 4 utkáních a dal 2 góly, v Poháru vítězů pohárů nastoupil ve 14 utkáních a dal 5 gólů a v Poháru UEFA nastoupil v 23 utkáních a dal 1 gól. Dále hrál v nižších soutěžích za SC Fortuna Köln, Dynamo Drážďany a Dresdner SC. Za reprezentaci Východního Německa (NDR) nastoupil v letech 1983-1989 ve 14 utkáních a dal 1 gól.

## Ligová bilance
| Ročník                | Zápasy | Góly | Klub            |
| --------------------- | ------ | ---- | --------------- |
| I. liga 1977/78       | 7      | 1    | Dynamo Drážďany |
| I. liga 1978/79       | 20     | 5    | Dynamo Drážďany |
| I. liga 1979/80       | 20     | 6    | Dynamo Drážďany |
| I. liga 1980/81       | 24     | 7    | Dynamo Drážďany |
| I. liga 1981/82       | 24     | 4    | Dynamo Drážďany |
| I. liga 1982/83       | 25     | 7    | Dynamo Drážďany |
| I. liga 1983/84       | 24     | 4    | Dynamo Drážďany |
| I. liga 1984/85       | 23     | 7    | Dynamo Drážďany |
| I. liga 1985/86       | 25     | 1    | Dynamo Drážďany |
| I. liga 1986/87       | 14     | 1    | Dynamo Drážďany |
| I. liga 1987/88       | 25     | 1    | Dynamo Drážďany |
| I. liga 1988/89       | 20     | 3    | Dynamo Drážďany |
| I. liga 1989/90       | 16     | 1    | Dynamo Drážďany |
| 2. Bundesliga 1990/91 | 10     | 0    | SC Fortuna Köln |
| I. liga 1990/91       | 3      | 0    | Dynamo Drážďany |
| CELKEM I. liga        | 270    | 48   |                 |